# Hemeyla
Hemeyla is een Nederlands merk van 50 cc wegrace-motorfietsen, in de jaren zestig en zeventig geheel zelf gebouwd door Herman Meijer uit Laren (Gelderland).
Hij gebruikte soms Kreidler-carters, maar maakte daarop een eigen krukascarter met staande- in plaats van liggende cilinder, ook werden geheel zelfgebouwde carters toegepast.